# Linzer Christkindlmärkte
Der Linzer Christkindlmarkt ist ein Weihnachtsmarkt in Linz. Dieser wird in der Vorweihnachtszeit nachweislich seit 1894 in der heutigen Form abgehalten, wobei es diese aber schon in ähnlicher Form seit dem Mittelalter gibt, diese damals aber eher eine Art Markt für Lebensmittel für die Weihnachtsfeiertage war.
Neben mehreren kleineren Märkten gibt es drei große Weihnachtsmärkte in Linz, den Christkindlmarkt auf dem Linzer Hauptplatz, den Weihnachtsmarkt im Volksgarten und den Adventmarkt am Domplatz.

## Erscheinungsbild der Christkindlmärkte
Alle Weihnachtsmärkte in Linz sind gekennzeichnet von Ständen, die weihnachtliche Backwaren, regionale Spezialitäten, diverse Süßigkeiten, Spielzeug, Christbaumschmuck und kleinere Geschenke anbieten. Ergänzt wird das Angebot von Essens- und Getränkeständen, die warme Speisen, gebrannte Mandeln und andere Nussmischungen sowie Glühwein, Glühmost und Punsch anbieten.

## Geschichte

### Geschichte bis 1938
Die Idee Weihnachtsmärkte zu veranstalten geht auf spätmittelalterliche Verkaufsmessen zurück. Diese häufig eintägigen Märkte gaben den Bürgern zu Beginn der kalten Jahreszeit die letzte Gelegenheit, sich mit Nahrungsmitteln vor dem Winter einzudecken.
Seit Anfang des 20. Jahrhunderts wurden die Märkte jedoch zu einem Element des Weihnachtsbrauchtums. Meistens beginnen rund um den ersten Advent die Christkindlmärkte und schließen zum eigentlichen Weihnachtsfest wieder.
Der erste Linzer Christkindlmarkt fand am 23. und 24. Dezember 1894 statt. Diese wurden bis zum Beginn des Ersten Weltkrieges abgehalten. Nach den folgenden schweren Jahren wurde die Tradition wieder aufgenommen. Es gab wieder den Nikolomarkt vom 5. zum 6. Dezember. Beide mussten 1938 dem Verkehr am Hauptplatz weichen.

### Geschichte in der Nachkriegszeit
Danach wurde 1946 sowohl der Weihnachts- als auch Nikolausmarkt in einem bescheidenen Rahmen am Blumauerplatz, ab 1949 auf dem Marktplatz (Altstadt) und ab 1952 auf dem Hessen- sowie Bernaschekplatz abgehalten.
In einer Sitzung am 17. November 1952 fixierte der Linzer Stadtrat verbindlich die Zeitdauer der beiden Märkte:
Nikolausmarkt 3.–10. Dezember, Weihnachtsmarkt von 11. Dezember bis 1. Jänner.
1956 übersiedelte der Markt in den Volksgarten (Linz), wo er noch immer veranstaltet wird. Ein Gremium aus Ausstellungsverein, Markt- und Lebensmittelpolizei, der Volkshochschule sowie Vertretern des Gartenamtes – die sich sorgten, die Parkanlage könnte in Mitleidenschaft gezogen werden – entwickelte den Markt.
Der Markt wird in der heutigen Form abgehalten und ist nach dem Urfahraner Markt der bedeutendste periodische Markt in Linz.

## Weihnachtsmarkt im Linzer Volksgarten

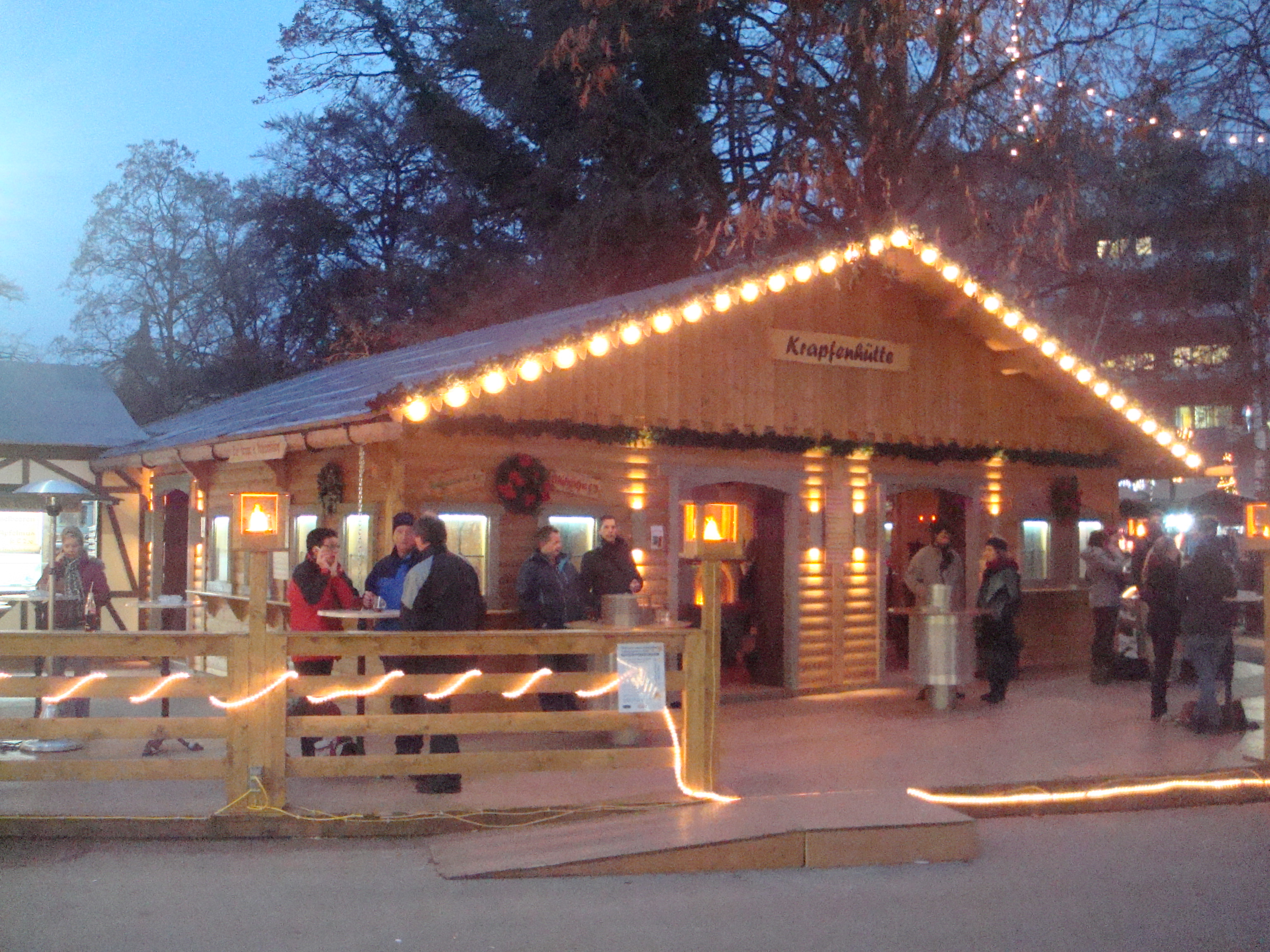
Weihnachtsmarkt Volksgarten

### Geschichte
Der Weihnachtsmarkt im Volksgarten Linz wurde trotz Bedenken, dass die Parkanlage zu sehr in Mitleidenschaft gezogen werden würde, am 3. Dezember 1956 eröffnet. Der Markt, der zu Beginn mit nur einigen wenigen beleuchteten Bäumen und vereinzelt zu betrachtenden Märchengruppen versehen war, hat sich mittlerweile zu einem Lichtermeer von der Blumau bis zur Donau entwickelt. Der starke Besucheransturm verursachte an zahlreichen Wochenenden während der Öffnungszeiten immer wieder eine Sperrung der Landstraße durch die Polizei.
Ein Highlight des Weihnachtsmarktes ist eine Krippe aus Holz mit lebensgroßen Figuren, die mit einem knapp 60 m² großen Dach auch bei Regen und Schlechtwetter die Möglichkeit bietet die Figuren zu betrachten. Seit dem Jahr 2005 werden immer wieder Aktionen an Schulen gestartet, in denen im Werkunterricht Kunstwerke und Christbaumschmuck gebastelt werden. Diese werden schließlich ab Beginn des Weihnachtsmarktes von den Schülern und Schülerinnen im Volksgarten ausgestellt.
Aufgrund der COVID-19-Pandemie wurde der Christkindlmarkt in den Jahren 2020 und 2021 nicht abgehalten.

### Besonderheiten
Der inhaltliche Schwerpunkt dieses Weihnachtsmarktes liegt bei Kindern, er steht unter dem Motto Märchenweihnacht, deswegen trägt er auch im Volksmund den Namen „Märchenwald“.
In kleinen Holzhütten werden verschiedene Märchen gezeigt. Die Figuren werden durch Elektromotoren angetrieben.
Folgende Märchen sind im Volksgarten ausgestellt. Im Zuge einer Generalsanierung wurden diese 2018 komplett überholt und technisch adaptiert.
| Märchen                              |
| ------------------------------------ |
| Schneewittchen und die sieben Zwerge |
| Tischlein deck dich                  |
| Frau Holle                           |
| Hänsel und Gretel                    |
| Aschenputtel                         |
| Rumpelstilzchen                      |

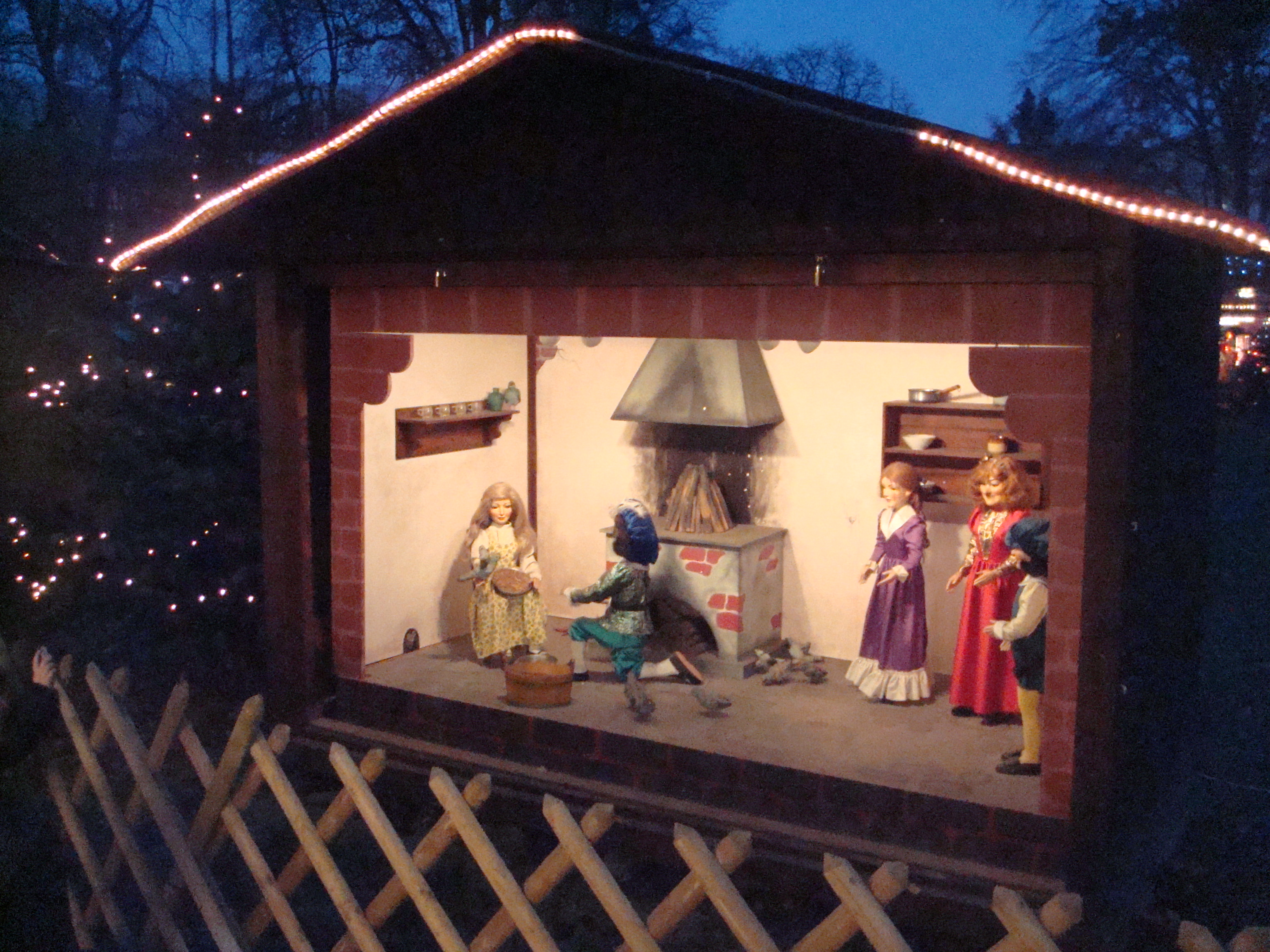
Weihnachtsmarkt-Volksgarten-Märchen Aschenputtel

Eine weitere Besonderheit ist das Fortführen einer alten Tradition:
Der Weihnachtsmarkt im Volksgarten war ja zur Anfangszeit unter anderem auch ein Textilmarkt, auch heute noch wird dieser Tradition Rechnung getragen und es finden sich zahlreiche Textilwarenstände am Gelände des Weihnachtsmarktes wieder, auch wenn sich im Laufe der Zeit die Konsumorientierung der Besucher eher in Richtung Gastronomie bewegte.

#### Ice Magic Linz
In den Jahren 2018 und 2019 modellierten 14 internationale Künstler Kunstwerke aus 150.000 kg Eis, die zur Vorweihnachtszeit im Linzer Volksgarten ausgestellt wurden. Eisblöcke wurden mit Kettensägen, Fräsen und Meißeln zu Skulpturen verwandelt und mit passendem Licht sowie Musik vollendet. Aufgrund der Schäden an der Wiesenfläche des Volksgartens, welche durch den Auf- und Abbau der Eishalle entstanden, beschloss der Magistrat Linz, dass die Ice Magic–Ausstellung im Volksgarten künftig nicht mehr genehmigt wird.

## Christkindlmarkt am Hauptplatz

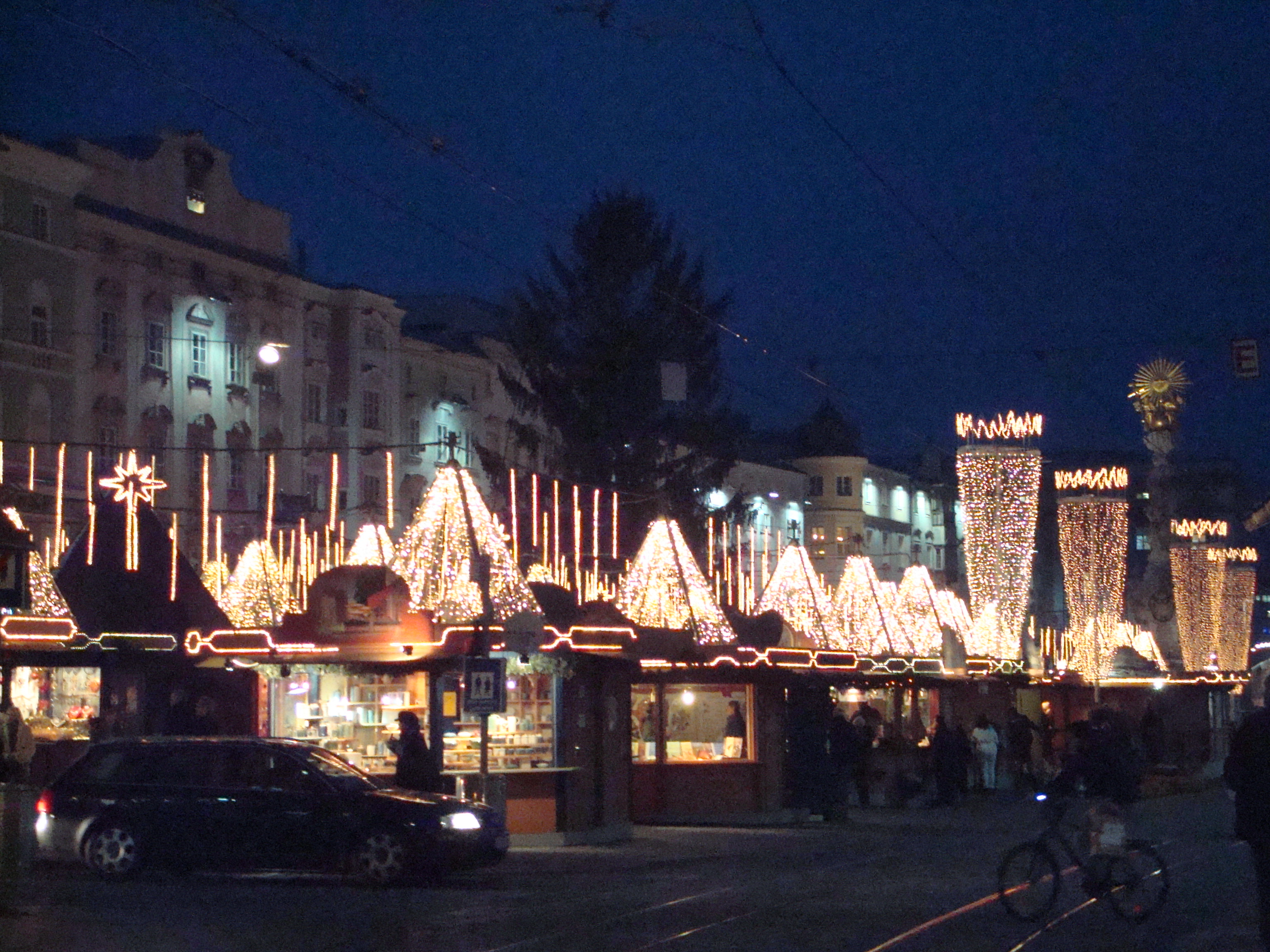
Hauptplatz Linz Weihnachtsmarkt

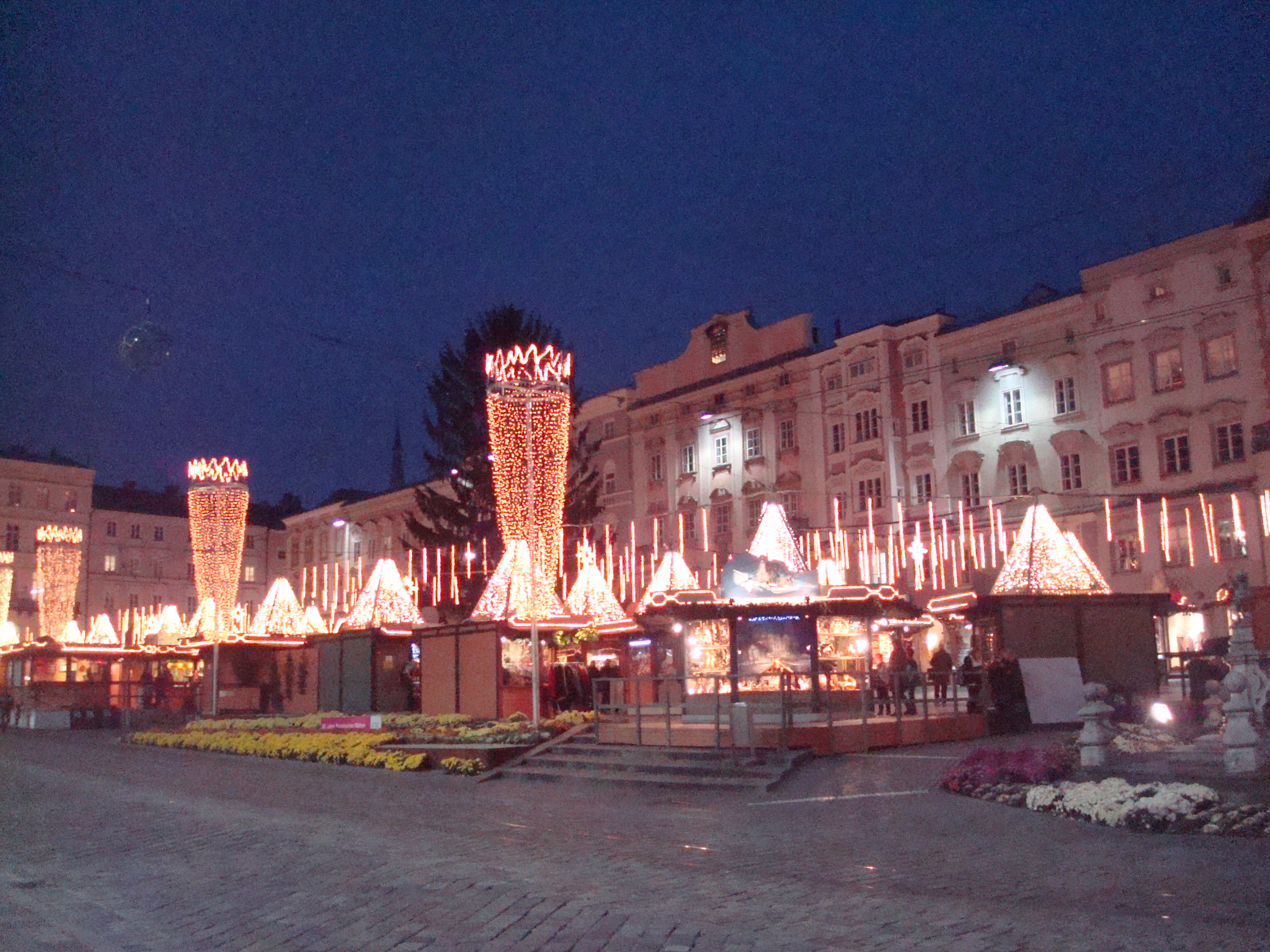
Weihnachtsmarkt Hauptplatz

### Geschichte
Der Linzer Bürgermeister Franz Hillinger gab 1980 dem Marktamt den Auftrag, den 1979 neu gestalteten Hauptplatz durch einen Christkindlmarkt attraktiver zu gestalten. Bereits 1979 gab es einen kleinen Markt, von 10 Kaufleuten veranstaltet, mit dem getestet wurde, wie ein solcher Markt bei der Bevölkerung grundsätzlich ankommen würde. Die Ausrichtung zur Kunst zeigt sich auch in der Tatsache, dass drei Kunstmaler zu den Gründungsmitgliedern zählten und auch heute noch vertreten sind. Nach anfänglichen Startschwierigkeiten konnte er sich neben dem länger existierenden Weihnachtsmarkt im Volksgarten etablieren.
Im Jahre 1990 fand der Markt vor dem Neuen Rathaus in Urfahr statt, da am Hauptplatz Bauarbeiten stattfanden.
Der Markt fand ein Jahr später, also 1991, wieder am Hauptplatz statt. Es wurde seit diesem Tag eine Neugestaltung erwogen, jedoch zogen sich diese Änderungen hin. Nach einem missglückten Versuch gelang es 1998 unter dem Schutz des damaligen Bürgermeisters Franz Dobusch und dem Stadtrat Peter Sonnberger die Modernisierungen zu beginnen.
Die heute noch bestehenden achteckigen Hütten aus Holz, die von Formrohrnirokäfigen gehalten werden, mit Flachdach und dekorativer Pyramide wurden von Oberaigner konstruiert.
Zuerst baute das Unternehmen einen Prototyp und präsentierte diesen im Hof des alten Rathauses. Nach einigen Modifikationen wurden innerhalb von sieben Monaten 70 dieser Hütten gebaut.
Der Christkindlmarkt am Hauptplatz ist ein Markt, welcher für Erwachsene und insbesondere Kunstliebhaber ausgerichtet ist. Künstler und Kunsthandwerker bieten eine große Auswahl an selbst gefertigtem Christbaumschmuck, Töpfer- und Glaswaren, Modeschmuck, in althergebrachter filigraner Manier bis hin zu italienischer Glashüttenkunst an.
Im Zuge der Modifikation im Jahre 2003 wurden achteckige Hütten aufgestellt, die über den Lichtergirlanden je ein handgemaltes Bild tragen, die sehenswerte Motive der Stadt Linz darstellen. Gemalt wurden diese Bilder vom Linzer Kunstmaler Kurt Panzenberger.
Aufgrund der COVID-19-Pandemie wurde der Christkindlmarkt in den Jahren 2020 und 2021 nicht abgehalten.

### Besonderheiten
Ein Kennzeichen des Christkindlmarktes am Linzer Hauptplatz ist der alljährlich dort aufgestellte große Christbaum. Dieser Baum wird jedes Jahr von einer anderen Ortsgemeinde aus Oberösterreich als Linzer Weihnachtsbaum gesponsert und aufgestellt.
Durch die besondere Form der Hütten gibt es auf diesem Markt keine unansehnlichen Rückwände, es sind die Stände von allen Seiten zugänglich. Somit herrscht auch weniger Gedränge.
Eine weitere Besonderheit war die Weihnachtskrippe, die im Jahr 1972 am Weihnachtsmarkt des Linzer Hauptplatzes ausgestellt war. Es handelt sich hierbei um eine Krippe, welche die Stadt Linz als Motiv hat.

#### Kunsthandwerk
Der Linzer Christkindlmarkt ist bekannt als Markt des Kunsthandwerkes und der Künstler. Nicht nur Kunstmalerei, auch Töpferei und Glaskunst findet man hier, sowie Schmuck und Kerzenateliers.

#### Veranstaltungen
An vielen Tagen gibt es auf an beiden Märkten diverse Aktivitäten für Besucher. Neben musikalischen Darbietungen gibt es auch einen Perchtenlauf und traditionell kommt am 6. Dezember der Nikolaus. Die aktuellen Termine finden sich auf der Homepage der Linzer Weihnachtsmärkte.

## Adventmarkt am Domplatz

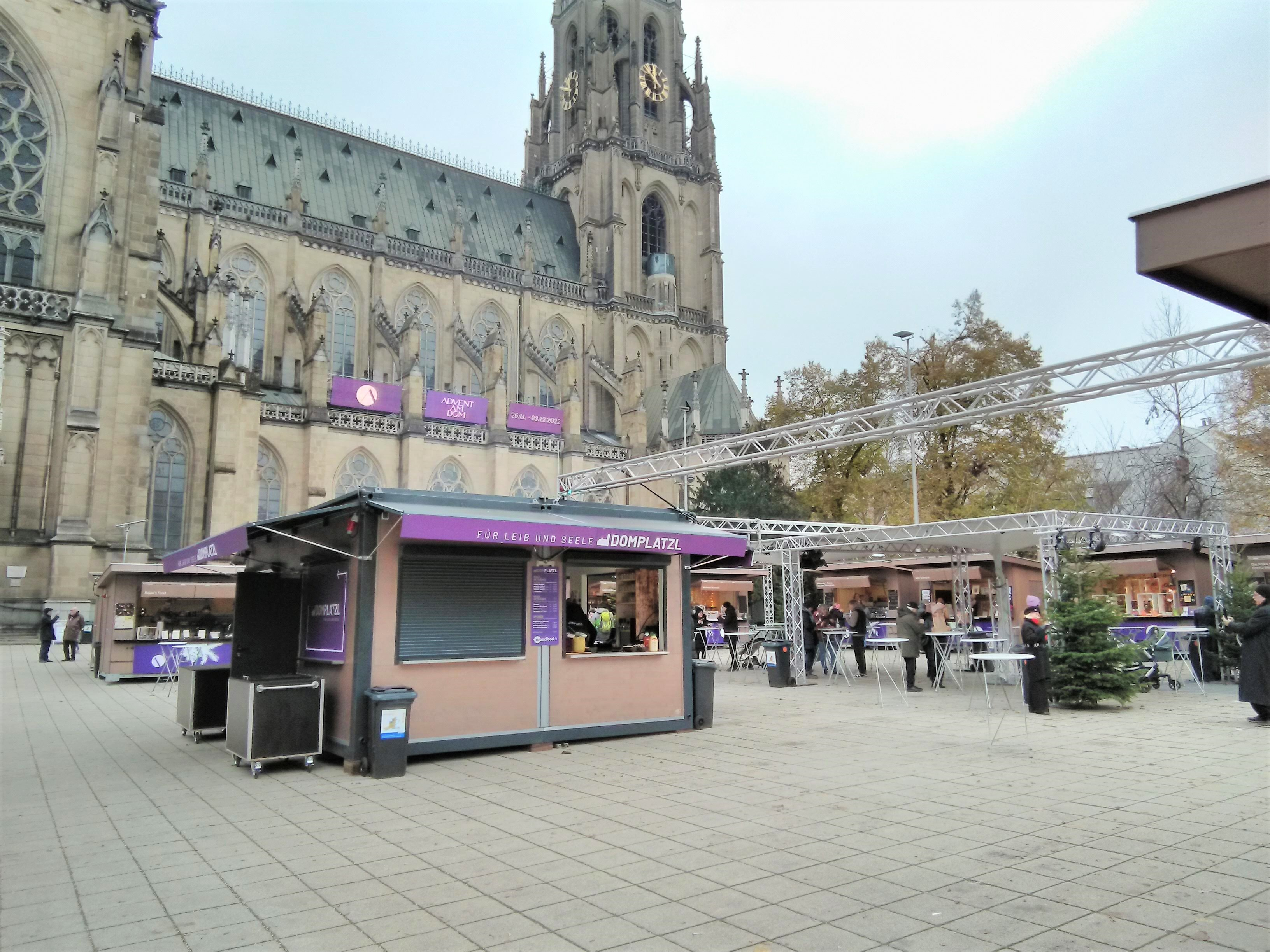
Adventmarkt Domplatz

### Geschichte
Der von der Diözese Linz veranstaltete Advent am Dom fand erstmals im Jahr 2022 am Domplatz statt. Der Markt war bereits für das Jahr 2020 geplant, konnte aufgrund der COVID-19-Pandemie jedoch erst 2022 eröffnen.

#### Kunsthandwerk
Bei den Ausstellern am Domplatz werden hauptsächlich regionale Produkte und Kunsthandwerk angeboten.

#### Veranstaltungen
An vielen Tagen gibt es diverse Aktivitäten für Besucher, wie Konzerte, Kinderprogramm und Kreatives.

## Wintermarkt am Pfarrplatz

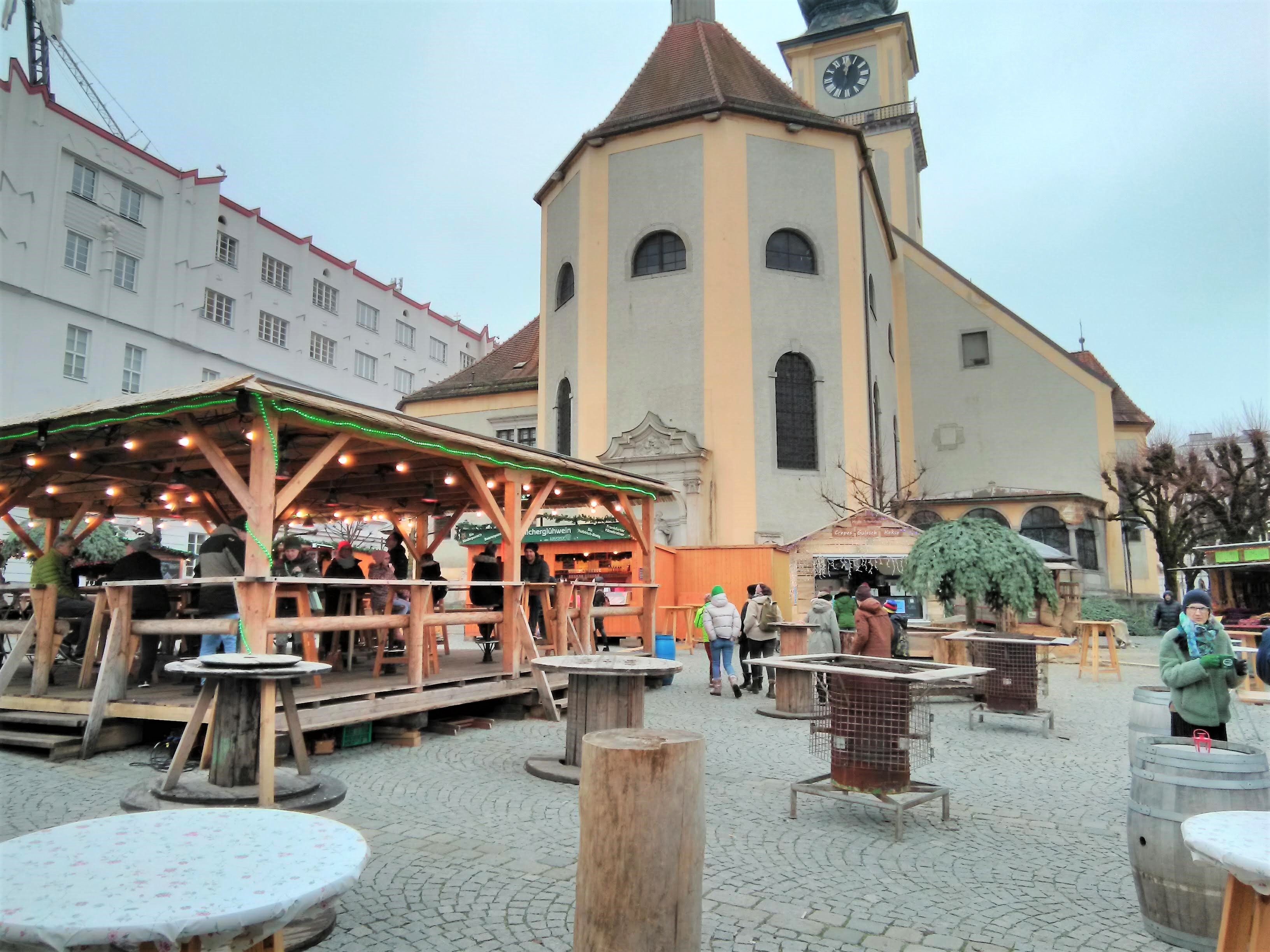
Wintermarkt Pfarrplatz

Seit 2009 findet auf dem Pfarrplatz ein kleinerer Wintermarkt statt, auf dem biologische und alternative Produkte angeboten werden.

## Weitere Adventmärkte
In einigen Stadtteilen werden zudem kleinere Adventmärkte veranstaltet, die an einzelnen Wochenenden stattfinden, z. B. der Weihnachtsmarkt im Schloss Ebelsberg und der Advent am Berg in St. Magdalena.